# Gran Premio de la República Checa de Motociclismo de 2006
El Gran Premio de la República Checa de Motociclismo de 2006 (oficialmente Gauloises Grand Prix České Republiky) fue la duodécima prueba del Campeonato del Mundo de Motociclismo de 2006. Tuvo lugar en el fin de semana del 18 al 20 de agosto de 2006 en el Autódromo de Brno, situado en Brno, Moravia, República Checa.
La carrera de MotoGP fue ganada por Loris Capirossi, seguido de Valentino Rossi y Dani Pedrosa. Jorge Lorenzo ganó la prueba de 250 cc, por delante de Andrea Dovizioso y Hiroshi Aoyama. La carrera de 125 cc fue ganada por Álvaro Bautista, Mika Kallio fue segundo y Gábor Talmácsi tercero.

## Resultados

### Resultados MotoGP
| Pos     | N.º | Piloto             | Constructor | Vueltas | Tiempo/Retirado | Parrilla | Puntos |
| ------- | --- | ------------------ | ----------- | ------- | --------------- | -------- | ------ |
| 1       | 65  | Loris Capirossi    | Ducati      | 22      | 43:40.145       | 2        | 25     |
| 2       | 46  | Valentino Rossi    | Yamaha      | 22      | +4.902          | 1        | 20     |
| 3       | 26  | Dani Pedrosa       | Honda       | 22      | +8.012          | 9        | 16     |
| 4       | 10  | Kenny Roberts, Jr. | KR211V      | 22      | +14.800         | 3        | 13     |
| 5       | 33  | Marco Melandri     | Honda       | 22      | +15.025         | 11       | 11     |
| 6       | 27  | Casey Stoner       | Honda       | 22      | +15.699         | 12       | 10     |
| 7       | 21  | John Hopkins       | Suzuki      | 22      | +16.775         | 7        | 9      |
| 8       | 56  | Shinya Nakano      | Kawasaki    | 22      | +16.942         | 5        | 8      |
| 9       | 69  | Nicky Hayden       | Honda       | 22      | +17.061         | 4        | 7      |
| 10      | 5   | Colin Edwards      | Yamaha      | 22      | +19.435         | 8        | 6      |
| 11      | 24  | Toni Elías         | Honda       | 22      | +22.215         | 6        | 5      |
| 12      | 71  | Chris Vermeulen    | Suzuki      | 22      | +23.978         | 13       | 4      |
| 13      | 6   | Makoto Tamada      | Honda       | 22      | +24.967         | 15       | 3      |
| 14      | 17  | Randy de Puniet    | Kawasaki    | 22      | +28.961         | 10       | 2      |
| 15      | 7   | Carlos Checa       | Yamaha      | 22      | +29.296         | 17       | 1      |
| 16      | 66  | Alex Hofmann       | Ducati      | 22      | +29.801         | 14       |        |
| 17      | 77  | James Ellison      | Yamaha      | 22      | +1:02.982       | 16       |        |
| 18      | 22  | Iván Silva         | Ducati      | 22      | +1:44.775       | 19       |        |
| Ret     | 30  | José Luis Cardoso  | Ducati      | 4       | Retirado        | 18       |        |
| Fuente: |     |                    |             |         |                 |          |        |

### Resultados 250cc
| Pos.    | N.º | Piloto            | Constructor | Vueltas | Tiempo/Retirado | Parrilla | Puntos |
| ------- | --- | ----------------- | ----------- | ------- | --------------- | -------- | ------ |
| 1       | 48  | Jorge Lorenzo     | Aprilia     | 20      | 41:29.204       | 1        | 25     |
| 2       | 34  | Andrea Dovizioso  | Honda       | 20      | +2.507          | 2        | 20     |
| 3       | 4   | Hiroshi Aoyama    | KTM         | 20      | +2.524          | 3        | 16     |
| 4       | 15  | Roberto Locatelli | Aprilia     | 20      | +15.294         | 7        | 13     |
| 5       | 80  | Héctor Barberá    | Aprilia     | 20      | +30.098         | 4        | 11     |
| 6       | 73  | Shuhei Aoyama     | Honda       | 20      | +30.223         | 6        | 10     |
| 7       | 36  | Martín Cárdenas   | Honda       | 20      | +39.405         | 11       | 9      |
| 8       | 50  | Sylvain Guintoli  | Aprilia     | 20      | +43.800         | 14       | 8      |
| 9       | 58  | Marco Simoncelli  | Gilera      | 20      | +51.756         | 13       | 7      |
| 10      | 96  | Jakub Smrž        | Aprilia     | 20      | +51.815         | 8        | 6      |
| 11      | 28  | Dirk Heidolf      | Aprilia     | 20      | +53.972         | 15       | 5      |
| 12      | 6   | Alex Debón        | Aprilia     | 20      | +1:01.584       | 10       | 4      |
| 13      | 8   | Andrea Ballerini  | Aprilia     | 20      | +1:03.693       | 16       | 3      |
| 14      | 21  | Arnaud Vincent    | Honda       | 20      | +1:16.241       | 20       | 2      |
| 15      | 23  | Arturo Tizón      | Honda       | 20      | +1:16.372       | 21       | 1      |
| 16      | 37  | Fabricio Perren   | Honda       | 20      | +1:19.692       | 19       |        |
| 17      | 44  | Taro Sekiguchi    | Aprilia     | 20      | +1:52.145       | 23       |        |
| 18      | 24  | Jordi Carchano    | Aprilia     | 20      | +1:52.385       | 22       |        |
| 19      | 84  | Kenni Aggerholm   | Yamaha      | 19      | +1 vuelta       | 25       |        |
| Ret     | 14  | Anthony West      | Aprilia     | 13      | Retirado        | 18       |        |
| Ret     | 45  | Dan Linfoot       | Honda       | 8       | Caída           | 26       |        |
| Ret     | 82  | Michal Filla      | Yamaha      | 8       | Caída           | 24       |        |
| Ret     | 42  | Aleix Espargaró   | Honda       | 7       | Caída           | 9        |        |
| Ret     | 7   | Alex de Angelis   | Aprilia     | 4       | Caída           | 5        |        |
| Ret     | 54  | Manuel Poggiali   | KTM         | 1       | Retirado        | 12       |        |
| Ret     | 16  | Jules Cluzel      | Aprilia     | 0       | Caída           | 17       |        |
| DNS     | 22  | Luca Morelli      | Aprilia     |         | No participó    |          |        |
| DNQ     | 85  | Alessio Palumbo   | Aprilia     |         | No se clasificó |          |        |
| DNQ     | 75  | Luke Lawrence     | Yamaha      |         | No se clasificó |          |        |
| DNQ     | 83  | Jiří Mayer        | Honda       |         | No se clasificó |          |        |
| DNQ     | 25  | Alex Baldolini    | Aprilia     |         | No se clasificó |          |        |
| Fuente: |     |                   |             |         |                 |          |        |

### Resultados 125cc
| Pos.    | N.º | Piloto                   | Constructor | Vueltas | Tiempo/Retirado | Parrilla | Puntos |
| ------- | --- | ------------------------ | ----------- | ------- | --------------- | -------- | ------ |
| 1       | 19  | Álvaro Bautista          | Aprilia     | 19      | 41:00.673       | 2        | 25     |
| 2       | 36  | Mika Kallio              | KTM         | 19      | +0.028          | 1        | 20     |
| 3       | 14  | Gábor Talmácsi           | Honda       | 19      | +11.409         | 9        | 16     |
| 4       | 33  | Sergio Gadea             | Aprilia     | 19      | +11.843         | 7        | 13     |
| 5       | 1   | Thomas Lüthi             | Honda       | 19      | +12.155         | 15       | 11     |
| 6       | 75  | Mattia Pasini            | Aprilia     | 19      | +12.263         | 5        | 10     |
| 7       | 18  | Nicolás Terol            | Derbi       | 19      | +14.750         | 6        | 9      |
| 8       | 6   | Joan Olivé               | Aprilia     | 19      | +14.792         | 11       | 8      |
| 9       | 22  | Pablo Nieto              | Aprilia     | 19      | +15.722         | 12       | 7      |
| 10      | 32  | Fabrizio Lai             | Honda       | 19      | +35.170         | 10       | 6      |
| 11      | 11  | Sandro Cortese           | Honda       | 19      | +40.494         | 16       | 5      |
| 12      | 17  | Stefan Bradl             | KTM         | 19      | +40.544         | 14       | 4      |
| 13      | 63  | Mike Di Meglio           | Honda       | 19      | +41.465         | 25       | 3      |
| 14      | 43  | Manuel Hernández         | Aprilia     | 19      | +49.529         | 23       | 2      |
| 15      | 24  | Simone Corsi             | Gilera      | 19      | +51.402         | 26       | 1      |
| 16      | 71  | Tomoyoshi Koyama         | Malaguti    | 19      | +51.703         | 20       |        |
| 17      | 10  | Ángel Rodríguez Campillo | Aprilia     | 19      | +52.595         | 28       |        |
| 18      | 9   | Michael Ranseder         | KTM         | 19      | +58.075         | 24       |        |
| 19      | 15  | Michele Pirro            | Aprilia     | 19      | +58.109         | 17       |        |
| 20      | 45  | Imre Tóth                | Aprilia     | 19      | +1:08.139       | 21       |        |
| 21      | 21  | Mateo Túnez              | Aprilia     | 19      | +1:11.341       | 31       |        |
| 22      | 20  | Roberto Tamburini        | Aprilia     | 19      | +1:11.409       | 30       |        |
| 23      | 7   | Alexis Masbou            | Malaguti    | 19      | +1:11.432       | 27       |        |
| 24      | 78  | Hugo van den Berg        | Aprilia     | 19      | +1:16.663       | 38       |        |
| 25      | 37  | Joey Litjens             | Honda       | 19      | +1:17.052       | 36       |        |
| 26      | 16  | Michele Conti            | Honda       | 19      | +1:18.796       | 35       |        |
| 27      | 81  | Robert Mureșan           | Aprilia     | 19      | +1:33.558       | 32       |        |
| 28      | 13  | Dino Lombardi            | Aprilia     | 19      | +1:34.101       | 39       |        |
| 29      | 53  | Simone Grotzkyj          | Aprilia     | 19      | +1:37.125       | 40       |        |
| 30      | 68  | Thomas Mayer             | Aprilia     | 19      | +1:42.725       | 41       |        |
| 31      | 69  | Michal Šembera           | Honda       | 19      | +1:44.337       | 34       |        |
| 32      | 70  | Michal Prášek            | Honda       | 19      | +2:10.491       | 42       |        |
| 33      | 56  | Stefano Musco            | Honda       | 18      | +1 vuelta       | 43       |        |
| Ret     | 52  | Lukáš Pešek              | Derbi       | 18      | Caída           | 3        |        |
| Ret     | 55  | Héctor Faubel            | Aprilia     | 18      | Caída           | 4        |        |
| Ret     | 12  | Federico Sandi           | Aprilia     | 18      | Retirado        | 33       |        |
| Ret     | 35  | Raffaele De Rosa         | Aprilia     | 13      | Retirado        | 13       |        |
| Ret     | 34  | Esteve Rabat             | Honda       | 10      | Retirado        | 22       |        |
| Ret     | 8   | Lorenzo Zanetti          | Aprilia     | 7       | Retirado        | 19       |        |
| Ret     | 42  | Pol Espargaró            | Derbi       | 6       | Caída           | 29       |        |
| Ret     | 44  | Karel Abraham            | Aprilia     | 4       | Retirado        | 18       |        |
| Ret     | 60  | Julián Simón             | KTM         | 3       | Caída           | 8        |        |
| Ret     | 26  | Vincent Braillard        | Aprilia     | 0       | Caída           | 37       |        |
| DNS     | 38  | Bradley Smith            | Honda       |         | No participó    |          |        |
| Fuente: |     |                          |             |         |                 |          |        |